# 德維爾冰川
64°48′S 62°35′W / 64.800°S 62.583°W
德維爾冰川（Deville Glacier），是南極洲的冰川，位於葛拉漢地的丹科海岸，流經勞塞達特高地南部，最終注入安沃爾灣，在1952年由阿根廷政府繪入地圖，現時由南極條約體系管理。